# SSB Spezialschiffbau Oortkaten

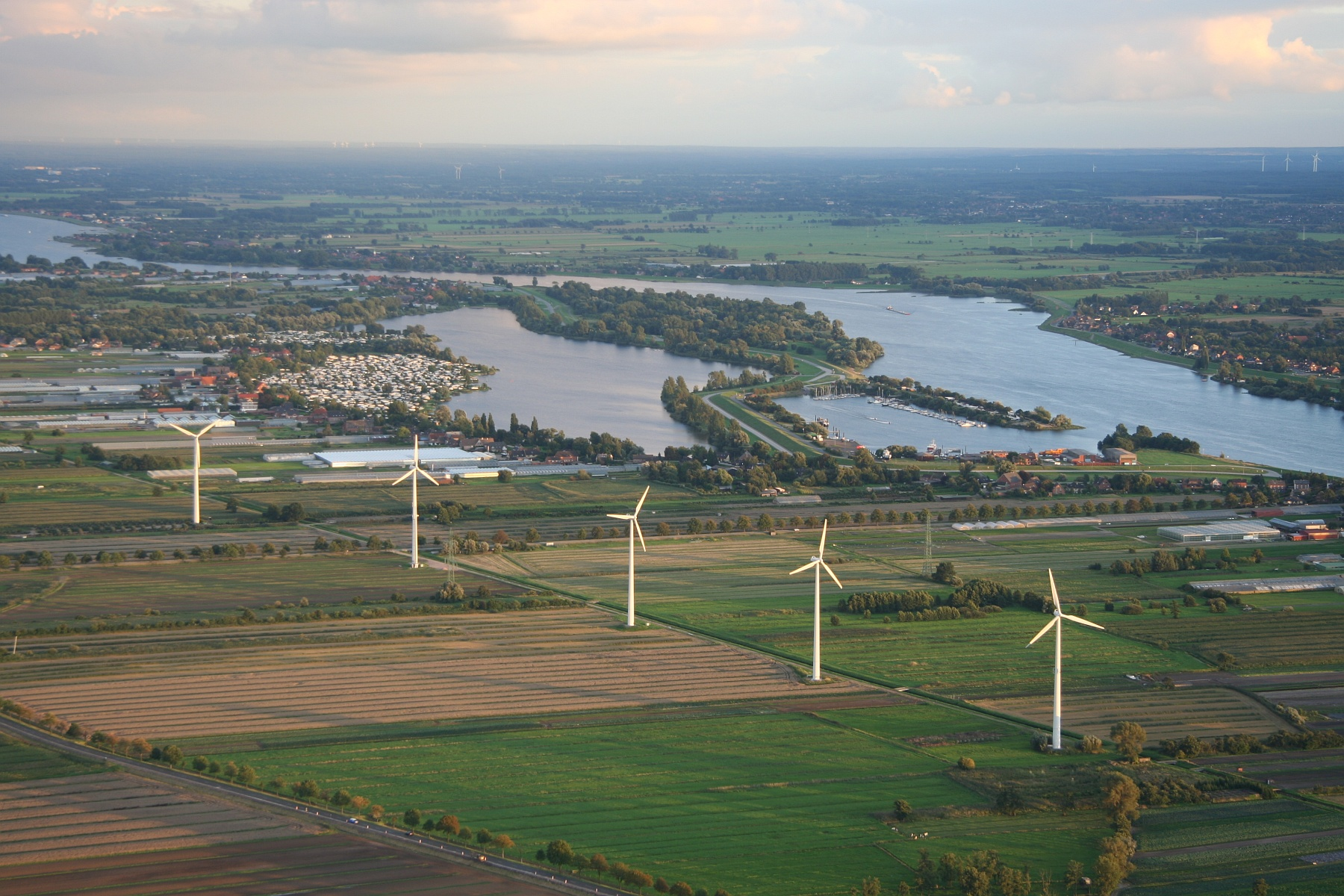
Schiffswerft am Hafen Oortkaten, rechts im Bild

Die SSB Spezialschiffbau Oortkaten war eine Werft im Hamburger Stadtteil Ochsenwerder. Das Unternehmen baute und wartete im Schwerpunkt die Personenfähren der HADAG Seetouristik und Fährdienst AG in Hamburg und ist im Jahre 2000 aus der Heinrich-Grube-Werft hervorgegangen. Im Dezember 2013 meldete das Unternehmen Insolvenz an und gilt laut Handelsregistereintrag vom 28. Februar 2014 als aufgelöst.

## Heinrich Grube Werft
Der Schiffbauer Christopher Grube gründete 1865 in Kirchwerder-Zollenspieker einen Schiffbaubetrieb zur Reparatur und zum Bau kleiner Flussschiffe aus Holz. Der Betrieb wurde von seinem Sohn Reimer Hermann nach Kirchwerder-Warwisch verlegt und vom Holzschiffbau auf den Eisenschiffbau umgestellt. Der Enkel Heinrich Grube jr. erweiterte die Werftanlagen, um auch größere Schiffe zu bauen.
Der Werftbetrieb wurde 1962 nach der großen Sturmflut in den Hafen Oortkaten an der Elbe verlagert. Hier wurden bis 1982 vor allem große Binnenschiffe bis 3000 Tonnen gebaut, aber auch andere Binnen- und Hafenschiffe. Dieser Betrieb ging 1999 in Konkurs.

## SSB Spezialschiffbau Oortkaten

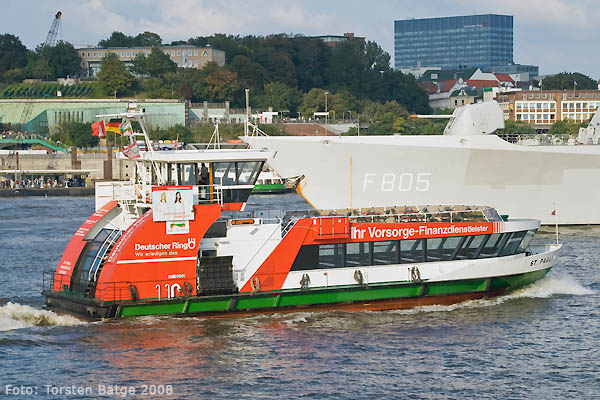
Hafenfähre St. Pauli (Serie 2000)

Nach der Insolvenz der Heinrich Grube Werft KG wurde die Werft 2000 von dem ehemaligen Kommanditisten, dem 60-jährigen Schiffbauingenieur Klaus Schlünzen, der seit 1962 für Grube arbeitete, übernommen und saniert und die SSB Spezialschiffbau Oortkaten GmbH gegründet. Die SSB spezialisierte sich auf den Neubau von Fahrgastschiffen für Binnengewässer. Schlünzen war maßgeblich an der Entwicklung der Serie 2000 – wegen der Form im Volksmund als „Bügeleisen“ bezeichnet – für die HADAG beteiligt. Neben der optimalen Ausnutzung der Beförderungsräume, zeichnet sich die Serie 2000 besonders durch ihre Wirtschaftlichkeit und den Einmann-Betrieb aus, der auf deutschen Gewässern einzigartig ist.
Nach dem Tod von Klaus Schlünzen 2008 übernahm seine Lebensgefährtin Renate Schütte die SSB. Im Herbst 2013 wurde Álvaro L. Moreno als Geschäftsführer dazubestellt.
Das Familienunternehmen mit 16 Beschäftigten meldete im Dezember 2013 wegen finanzieller Altlasten sowie Baufinanzierungsproblemen für eine neue Flachfähre im Wert von einer Million Euro, die im Frühjahr 2014 für die HADAG ausgeliefert werden sollte, Insolvenz an. Ende Juli 2014 wurde der Neubau letztendlich für zwei Millionen Euro fertiggestellt, auf den Namen Reiherstieg getauft und den 13 verbliebenen Mitarbeitern gekündigt.

## Marine Service Brandt
Im Oktober 2014 begann die Marine Service Brandt GmbH ihren Betrieb auf dem Werksgelände. Das Unternehmen beschäftigt sich mit Reparaturen, Wartung und Umbauten, erstellt aber keine Neubauten mehr.

## Bisher gebaute Schiffe oder Schiffsklassen des SSB

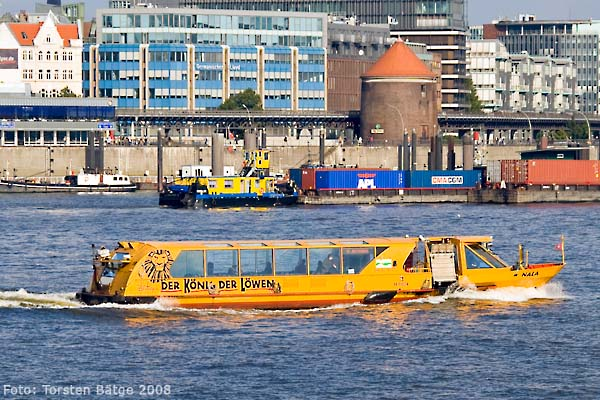
Wassertaxi Nala in Hamburg

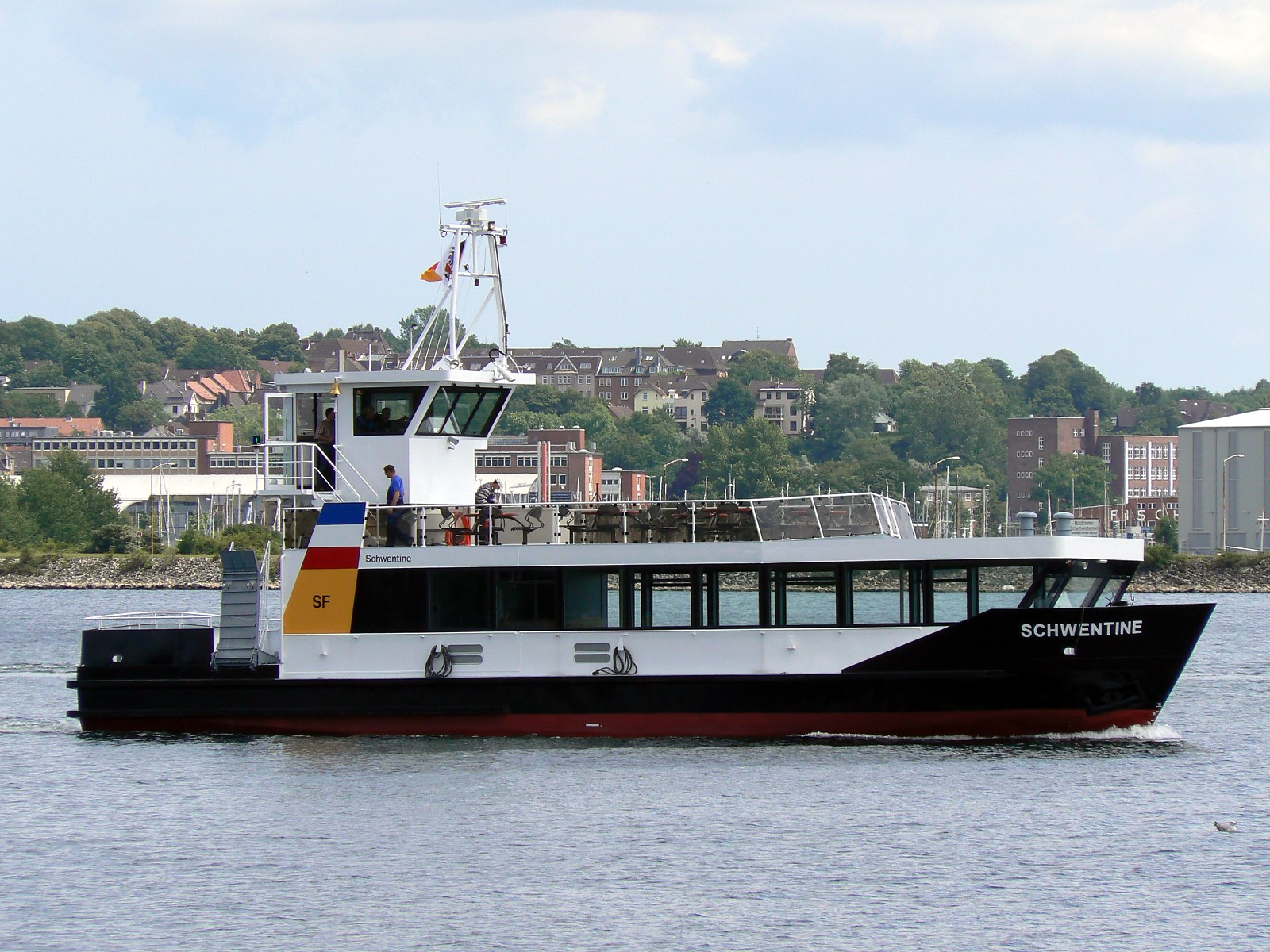
Schwentine in Kiel

Folgende Bauten des Typs 2000 hat die SSB an die HADAG ausgeliefert:
- Harmonie (2001)[14]
- Waltershof (2004)
- Elbmeile (2005)[15]
- Övelgönne
- Tollerort (2006)
- Wilhelmsburg (2008)
- Oortkaten (2009)
- Harburg (2009)
- Hamburgensie (2013)

Flachbauten:
- Nala (2002)
- Reiherstieg (2014)

Folgendes Fahrgastschiff hat die SSB an die Schlepp- und Fährgesellschaft Kiel (SFK) ausgeliefert:
- Schwentine (2007)

Folgende Bauten hat die SSB an die ATG Alstertouristik ausgeliefert:
- Fleetenkieker (2003)
- Alsterwasser (2008)[16]

## Schiffe oder Schiffsklassen der Werft Heinrich Grube
- Ramme I (1976, Schwimmramme)

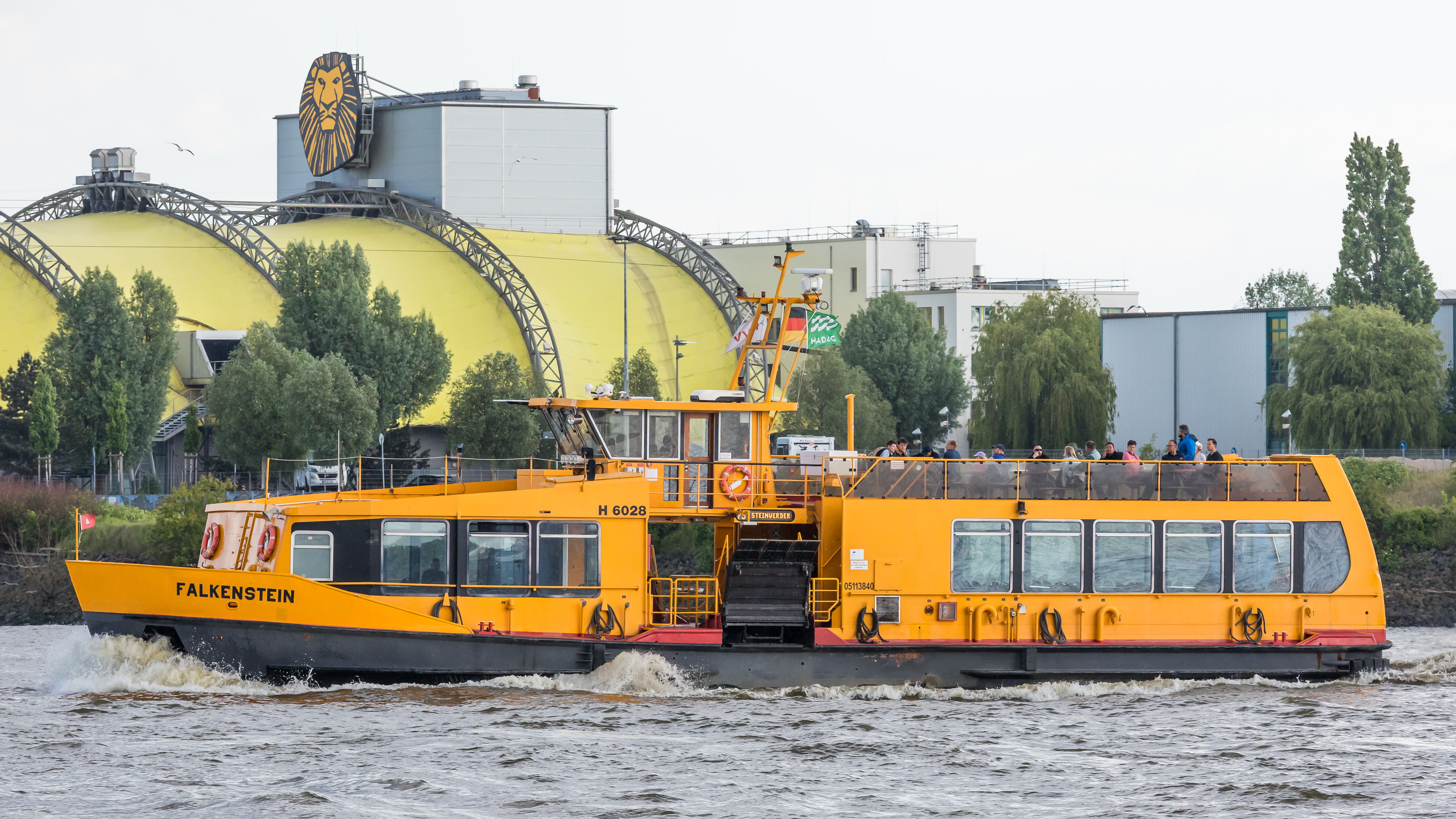
Falkenstein, baugleich mit Wolfgang Borchert

- Entölerdienst Elbe (1980, Entölerboot für das Amt Strom- und Hafenbau Hamburg)
- Oberspritzenmeister Repsold (1985, Feuerlöschboot für die Feuerwehr Hamburg)

Folgende Schiffe wurden für die HADAG gebaut:
- Finkenwerder (1989)
- Altona (1989)
- Blankenese (1990)
- Neuenfelde (1991)
- Falkenstein (1992)
- Wolfgang Borchert (1993)
- St. Pauli, Serie 2000 (1997)
- Hafen City, Serie 2000 (1998)
- Reeperbahn, Serie 2000 (2000) (damalige Nettokosten: 3,3 Millionen Mark[17], ein Neubau der Elbfähre dieses Typs kostet inzwischen gut 2 Mio. Euro (Stand Juni 2013)[18])